# Neoregnellia
Neoregnellia  es un género monotípico  de plantas fanerógamas de la familia Malvaceae. Su única especie: Neoregnellia cubensis, es originaria del Caribe. 
Fue descrito por Ignatz Urban y publicado en Repertorium Specierum Novarum Regni Vegetabilis 20: 306, en 1924.